# Mittelmeerspiele 1991
Die Mittelmeerspiele 1991 (offiziell: XI. Mittelmeerspiele) fanden vom 28. Juni bis 12. Juli 1991 in der griechischen Hauptstadt Athen statt.

## Teilnehmende Nationen
Es nahmen 18 Nationen teil, die insgesamt 2762 Athleten (darunter 2176 Männer und 586 Frauen) entsandten. Die Anzahl der Teilnehmer ist in Klammern angegeben.
- Albanien (146)
- Algerien (102)
- Ägypten (156)
- Frankreich (325)
- Griechenland (437)
- Italien (403)
- Jugoslawien (185)
- Libanon (56)
- Libyen (22)
- Malta (15)
- Marokko (138)
- Monaco (8)
- San Marino (36)
- Spanien (339)
- Syrien (29)
- Tunesien (82)
- Türkei (206)
- Zypern (79)

## Sportarten und Wettbewerbe
Das Programm der elften Mittelmeerspiele umfasste 23 Sportarten mit 214 Wettbewerben.
- Basketball
- Boxen
- Fechten
- Fußball
- Gewichtheben
- Golf
- Handball
- Judo
- Kanu
- Leichtathletik
- Radsport
- Reitsport
- Ringen
- Rudern
- Schießen
- Schwimmen
- Segeln
- Tennis
- Tischtennis
- Turnen
- Volleyball
- Wasserball
- Wasserspringen

## Medaillenspiegel
| Platz  | Land         | Gold | Silber | Bronze | Gesamt |
| ------ | ------------ | ---- | ------ | ------ | ------ |
| 01     | Italien      | 67   | 49     | 52     | 168    |
| 02     | Frankreich   | 48   | 57     | 34     | 139    |
| 03     | Türkei       | 23   | 11     | 12     | 46     |
| 04     | Spanien      | 22   | 39     | 49     | 110    |
| 05     | Jugoslawien  | 16   | 13     | 9      | 38     |
| 06     | Griechenland | 9    | 21     | 30     | 60     |
| 07     | Algerien     | 9    | 3      | 5      | 17     |
| 08     | Ägypten      | 8    | 10     | 17     | 35     |
| 09     | Marokko      | 5    | 5      | 10     | 20     |
| 10     | Syrien       | 4    | 2      | 5      | 11     |
| 11     | Zypern       | 1    | 2      | 1      | 4      |
| 12     | Libanon      | 1    | 1      | 1      | 3      |
| 13     | Tunesien     | 1    | —      | 5      | 6      |
| 14     | Albanien     | —    | 4      | 4      | 8      |
| Gesamt | Gesamt       | 214  | 217    | 234    | 665    |